# Leptotyphlops tesselatus
Leptotyphlops tesselatus este o specie de șerpi din genul Leptotyphlops, familia Leptotyphlopidae, descrisă de Tschudi 1845. Conform Catalogue of Life specia Leptotyphlops tesselatus nu are subspecii cunoscute.